# Año Internacional de la Educación
El año 1970 fue designado como el Año Internacional de la Educación por la Asamblea General de las Naciones Unidas mediante la resolución 2412 (XXIII), adoptada el 17 de diciembre de 1968. Esta proclamación surgió en respuesta a la creciente necesidad de impulsar la educación como un pilar esencial para el desarrollo humano y socioeconómico, especialmente en el contexto del Segundo Decenio de las Naciones Unidas para el Desarrollo.
La UNESCO fue nombrada como el organismo principal encargado de coordinar y ejecutar un programa concertado internacional  orientado a enfrentar los desafíos educativos de la época. La iniciativa buscaba movilizar recursos y esfuerzos a nivel global para promover la cooperación internacional, estimular reformas en los sistemas educativos y garantizar que la educación cumpliera su papel fundamental en el desarrollo sostenible.

## Actividades y Alcance
Este año internacional fue concebido como una oportunidad para evaluar sobre el estado de la enseñanza en todo el mundo y establecer un plan de acción para enfrentar sus carencias. Los Estados miembros fueron alentados a realizar un inventario detallado de sus sistemas educativos, analizando la cobertura, calidad y equidad en el acceso. Basándose en estas evaluaciones, los países comenzaron a implementar reformas significativas para modernizar los currículos, mejorar los métodos de enseñanza y fortalecer una formación más sólida para los docentes.
En el plano internacional, la UNESCO facilitó el intercambio de experiencias y buenas prácticas entre naciones, promoviendo la colaboración entre países desarrollados y en vías de desarrollo. Este fórmula permitió establecer programas de cooperación técnica y financiera que ayudaron a abordar las brechas estructurales en los sistemas educativos menos avanzados.
El año también se caracterizó por una amplia movilización social. Gobiernos, instituciones educativas, organizaciones no gubernamentales y el sector privado participaron activamente en actividades destinadas a sensibilizar sobre la importancia de la educación como motor del desarrollo. Se llevaron a cabo conferencias, seminarios y campañas educativas en múltiples países, y en algunos casos, se introdujeron innovaciones como el uso de nuevos materiales didácticos y enfoques pedagógicos experimentales.
El impacto de estas actividades superó el periodo conmemorativo, sentando las bases para una mayor integración de la educación en las estrategias de desarrollo sostenible a largo plazo, reafirmando su posición como un derecho humano fundamental y un motor indispensable para el progreso social y económico.